# Chakra Linux

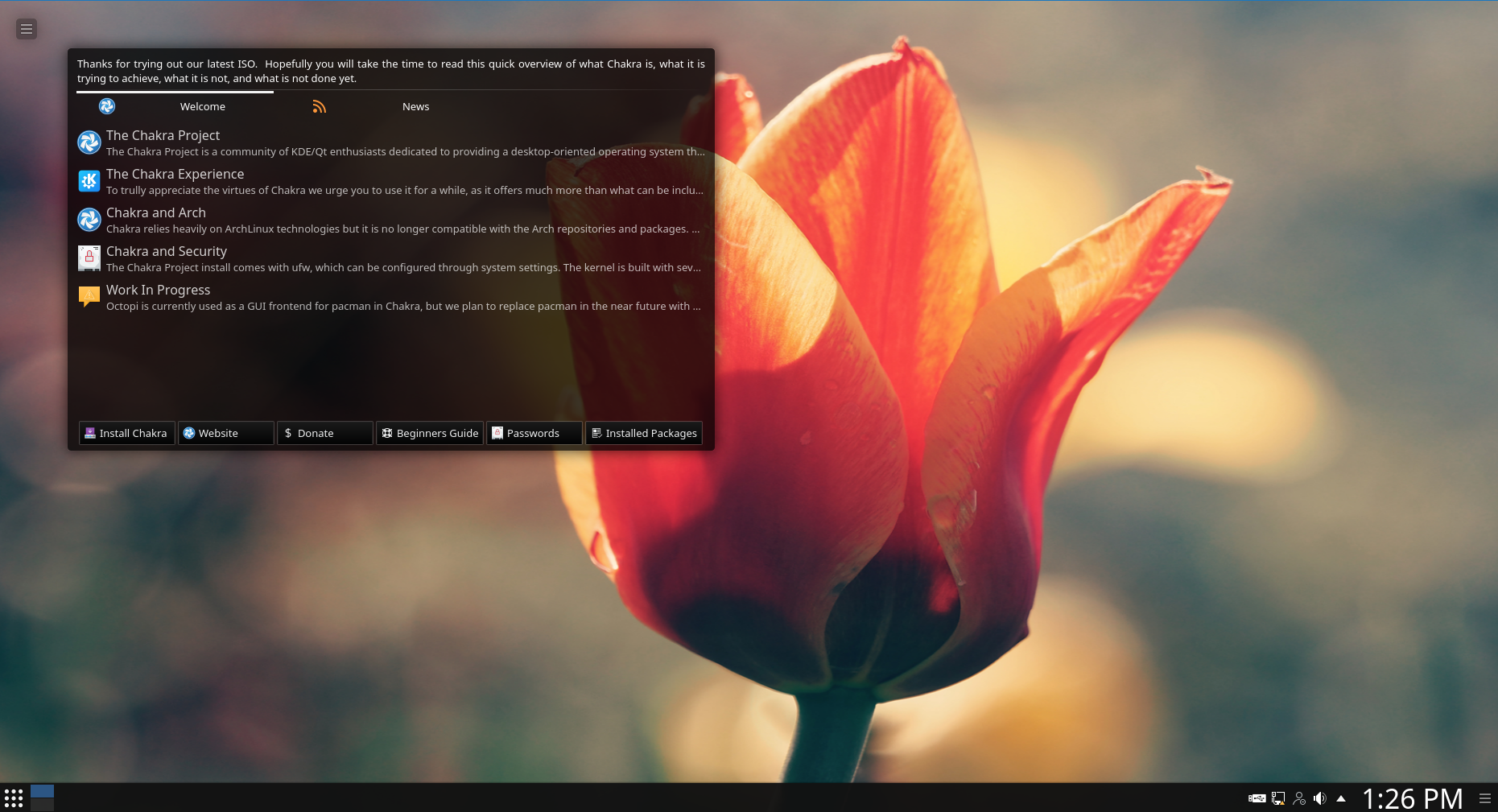
Interface do Chakra Linux

O Chakra GNU/Linux é uma distribuição Linux baseada no Arch Linux e focada nas últimas versões do KDE. De acordo com o site DistroWatch, o Chakra se encontra entre as 20 distribuições Linux mais populares e foi bem recebida pelos críticos.

## História
O Chakra foi iniciado por desenvolvedores do KDEmod que decidiram criar um live CD baseado no Arch Linux. O objetivo do Chakra era prover um sistema operacional desktop de fácil utilização, mas que mantivesse todos os recursos, clareza e poder do Arch Linux.
Em 30 de Outubro de 2010, a equipe do Chakra liberou a sua primeira versão independente, chamada Chakra GNU/Linux 0.2. Ela não passava de uma versão live CD pré-configurada do Arch Linux.